# ایوو ترومبیچ
ایوو ترومبیچ (انگلیسی: Ivo Trumbić؛ (زادهٔ ۲ آوریل ۱۹۳۵ – درگذشتهٔ ۱۲ مارس ۲۰۲۱) بازیکن واترپلو اهل جمهوری فدرال سوسیالیستی یوگسلاوی بود.
وی در مسابقات کشوری و بین‌المللی در مجموع برندهٔ ۱ مدال طلا، ۱ مدال نقره شده‌است.

## سابقه حرفه‌ای
وی که مربی تیم ملی واترپلو مردان هلند بود، به نقل از فدراسیون سلطنتی شنای هلند ترومبیچ نه تنها در دو دوره مربی تیم ملی هلند بود، بلکه مدتها به عنوان مربی و مدیر فنی کار می‌کرد. این مربی کروات، مدال نقره المپیک (۱۹۶۴) و طلا (۱۹۶۸) را به عنوان بازیکن واترپلو با تیم یوگسلاوی سابق کسب کرد.
ترومبیچ در ۲۰۱۵ به تالار مشاهیر جهانی شنا راه یافت. فدراسیون سلطنتی شنای هلند او را در ۲۰۱۸ به عنوان عضوی شایسته منصوب کرد و در ۲۰۲۰ وی جایزه یک عمر دستاورد مهمترین جایزه ورزشی کرواسی را دریافت کرد.
ایوو ترومبیچ در ۱۲ مارس ۲۰۲۱ در سن ۸۶ سالگی درگذشت.